# Chepoix
Chepoix is een gemeente in het Franse departement Oise (regio Hauts-de-France) en telt 302 inwoners (1999). De plaats maakt deel uit van het arrondissement Clermont. In de gemeente ligt het gesloten spoorwegstation Chepoix.

## Geografie
De oppervlakte van Chepoix bedraagt 8,7 km², de bevolkingsdichtheid is 34,7 inwoners per km².
De onderstaande kaart toont de ligging van Chepoix met de belangrijkste infrastructuur en aangrenzende gemeenten.

## Demografie
Onderstaande figuur toont het verloop van het inwonertal (bron: INSEE-tellingen).